# Козоріг китайський
{{#ifeq:0|0|{{#if:|{{#if:Capricornissumatraensis|[[]}}|}}}}
Козоріг кита́йський (Capricornis milneedwardsii) — вид копитних тварин роду козоріг родини бикових.

## Поширення
Країни поширення: Камбоджа, Китай, Лаос, М'янма, Таїланд, В'єтнам. Населяє міцні круті пагорби і скелясті місця, особливо вапнякові регіони до 4500 м над рівнем моря. Проте, вид також регулярно записаний (камерою) на пагорбах і гірських лісових районах з м'яким ґрунтом. Мешкає на невеликих прибережних островах і було повідомлено плаває між ними в Камбоджі, здається займає також невеликі дуже природно ізольовані карстові виходи вапняків у долині річки Меконг.

## Поведінка
Споживає широкий спектр листя і пагонів, а також відвідує сольові виступи. Веде в основному нічний і поодинокий спосіб життя.

## Морфологія
Голова й тіло довжиною: 140–155 см, висота в холці: 85–94 см, хвіст довжиною 11–16 см. Волосинки на більшій частині тіла чорні з обширними білими основами, даючи загальний вигляд сіруватого кольору, чорна смуга на спині, голова коричневіша, низ часто блідий; біле або блідо-коричневе волосся на горлі, часто формуючи блідий клапоть, ноги чорні на верхній половині, контрастуючи з червонуватим або білуватим кольором на нижній половині; довгі гриви з довгим білими волоссям, іноді широко змішане з чорним.

## Загрози
М'ясо, хутро та різні частини тіла високо цінуються місцевим населенням для харчових і лікарських цілей, тому на нього сильно полювали особливо в північних частинах ареалу. Втрата середовища існування в основному через сільськогосподарське розширення, але також заготівлю дров і деревини, також являє собою серйозну довгострокову загрозу в деяких областях. Їм загрожує принаймні локально, вирубки лісів і розчищення земель. Зустрічається на багатьох природоохоронних територіях.